# Треоновая кислота
Трео́новая кислота́ CH2(OH)CH(OH)CH(OH)COOH  — органическая кислота, получаемая окислением треозы.  Её L-изомер является продуктом окисления аскорбиновой кислоты (витамина С). Так же является продуктом окисления фруктозы. Продуктом окисления треоновой кислоты по концевой гидроксильной группе является винная кислота.
Исследование показало, что, поскольку L-треонат подавляет экспрессию гена человека DKK1 in vitro, отвечающего в том числе за облысение мужчин, он может потенциально являться средством при лечении андрогенной алопеции.

## Изомеры
В молекуле кислоты имеется два хиральных атомов углерода, поэтому существует 4 пространственных изомера:
- D-треоновая кислота (2S, 3R)
- L-треоновая кислота (2R, 3S)
- D-эритреоновая кислота (2R,3R)
- L-эритреоновая кислота (2S, 3S)